# Epictia martinezi
Epictia martinezi — вид змій родини струнких сліпунів (Leptotyphlopidae). Ендемік Гондурасу. Описаний у 2016 році.

## Поширення і екологія
Epictia martinezi мешкають на заході Гондурасу, між річками Лемпа і Антигуа в департаменті Окотепеке, зокрема в горах Сьєрра-де-Мерендон. Вони живуть у вологих тропічних лісах і сосново-дубових лісах.